# Callitrichidae
Los calitrícidos (Callitrichidae) son una familia de primates platirrinos que habitan en Centro y Suramérica que incluye a 42 especies llamadas comúnmente titíes y tamarinos. Publicaciones como MSW consideran a la familia como una subfamilia (Callitrichinae) de Cebidae.
De acuerdo a Garbino y Martins-Junior (2017) los calitrícidos incluyen los géneros Callithrix, Cebuella, Mico, Saguinus, Leontopithecus y Callimico. Los autores subdividen el género Saguinus en tres subgéneros: Saguinus, Leontocebus y Tamarinus.

## Distribución
Los integrantes de la familia habitan en América Central y en Sudamérica (Colombia, Bolivia, Brasil, Venezuela, Perú y Paraguay). 

## Características
Su peso está entre 100 g (C. pygmaea) y 800 g (Loentopithecus). El cuerpo de los titís mide entre 13 cm (C. pygmaea) y 50 cm (Leontopithecus) y la cola entre 15 y 40 cm. Tienen dos molares (excepto Callimico), cola no prensil y un pulgar oponible.  Son diurnos y arborícolas y las garras que tienen les permiten sujetarse perfectamente a las ramas de los árboles. Su dieta consiste sobre todo en frutas, hojas, flores, néctar, savia e insectos, aunque algunas especies se alimentan también de huevos y pequeños vertebrados.
Los titís son territoriales y viven en grupos pequeños de alrededor de 5 a 6 animales. Estos grupos defienden su territorio, asustando intrusos con chillidos y persecuciones amenazadoras. A veces se asocian grupos de diferentes especies de primates. El acicalado y la intercomunicación son muy importantes en la cooperación grupal, se les suele ver por parejas sentados o durmiendo.
Son de los pocos primates que tienen partos múltiples, usualmente gemelos, hasta en el 80% de las especies estudiadas. A diferencia de la mayoría de los primates, los machos juegan un papel preponderante en el cuidado parental, en ocasiones incluso más que las hembras. Normalmente los grupos familiares son integrados por una pareja y sus hijos, que a su vez se integran a grupos territoriales. La madre, es la que cría a pesar de que en el grupo puede haber varias hijas adultas y fértiles. Todos en el grupo ayudan a cuidar a los jóvenes.

## Clasificación
De acuerdo a Rylands y Mittermeier (2009) los calitrícidos incluyen 7 géneros integrados por 41 especies. En 2010, se reconoció como especie a Mico rondoni, considerada previamente subespecie parte de Mico emiliae. En 2014, se descubrió que Mico manicorensis era un sinónimo de Mico marcai.
- Género Cebuella
  - Cebuella pygmaea
- Género Callimico
  - Callimico goeldii
- Género Callithrix
  - Callithrix aurita
  - Callithrix flaviceps
  - Callithrix geoffroyi
  - Callithrix jacchus
  - Callithrix kuhlii
  - Callithrix penicillata
- Género Mico
  - Mico acariensis
  - Mico argentatus
  - Mico chrysoleucos
  - Mico emiliae
  - Mico humeralifer
  - Mico humilis
  - Mico intermedia
  - Mico leucippe
  - Mico marcai
  - Mico mauesi
  - Mico melanurus
  - Mico nigriceps
  - Mico rondoni[4]
  - Mico saterei
- Género Leontopithecus
  - Leontopithecus caissara
  - Leontopithecus chrysomelas
  - Leontopithecus chrysopygus
  - Leontopithecus rosalia
- Género Saguinus
  - Saguinus bicolor
  - Saguinus cruzlimai
  - Saguinus fuscicollis
  - Saguinus geoffroyi
  - Saguinus imperator
  - Saguinus inustus
  - Saguinus labiatus
  - Saguinus leucopus
  - Saguinus martinsi
  - Saguinus melanoleucus
  - Saguinus midas
  - Saguinus mystax
  - Saguinus niger
  - Saguinus nigricollis
  - Saguinus oedipus
  - Saguinus tripartitus

### Galería

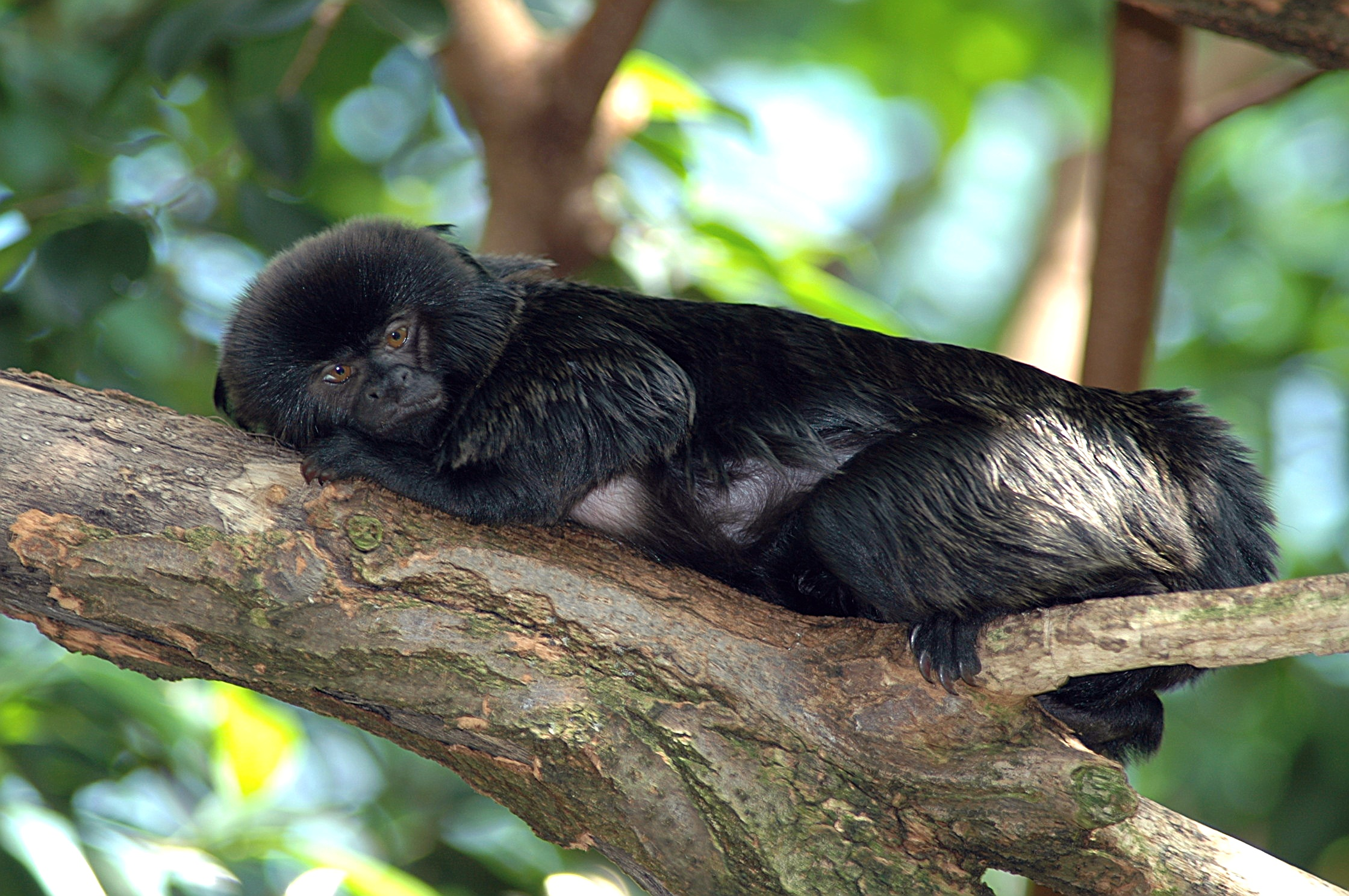
Callimico goeldii
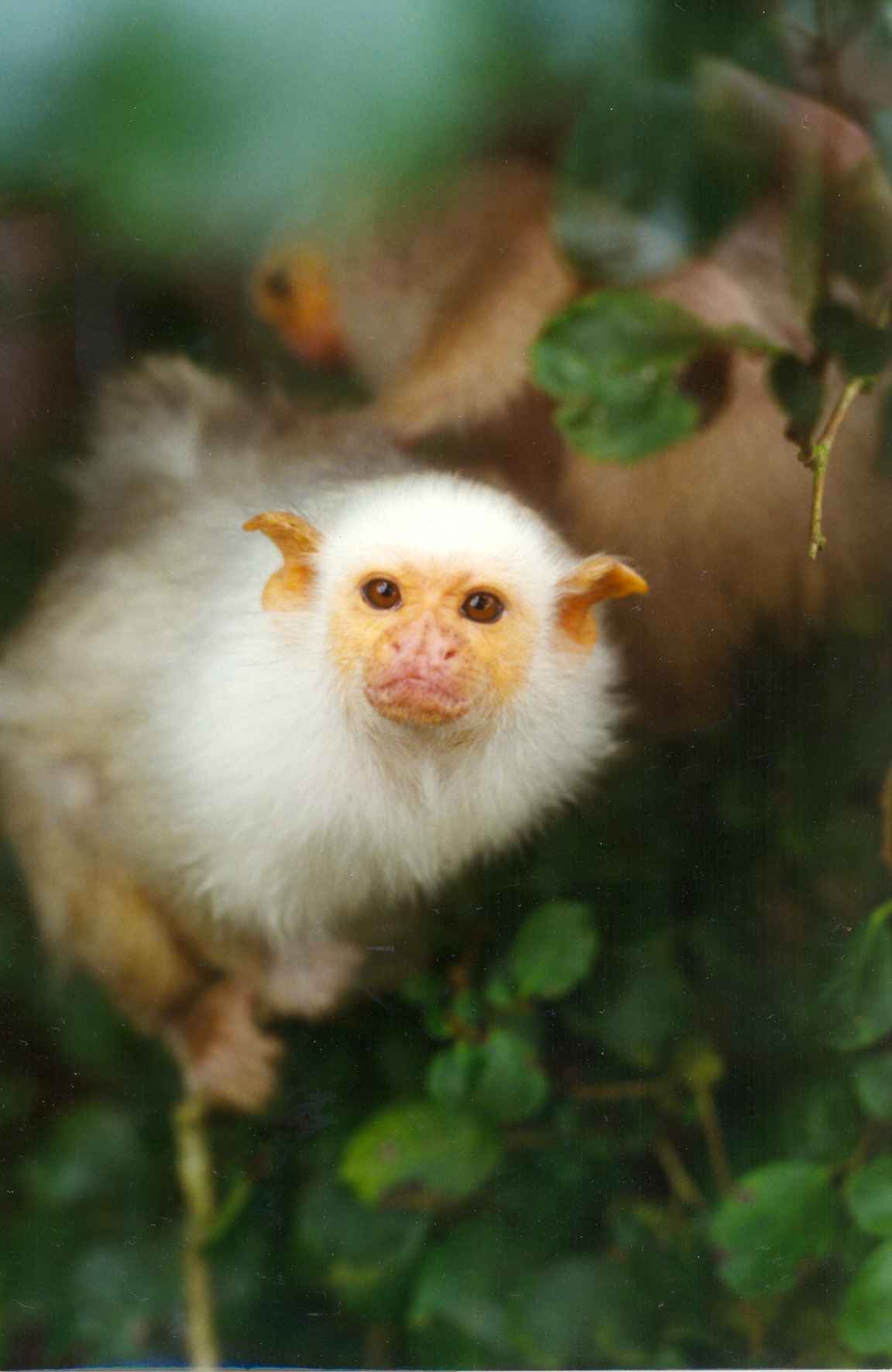
Mico argentatus
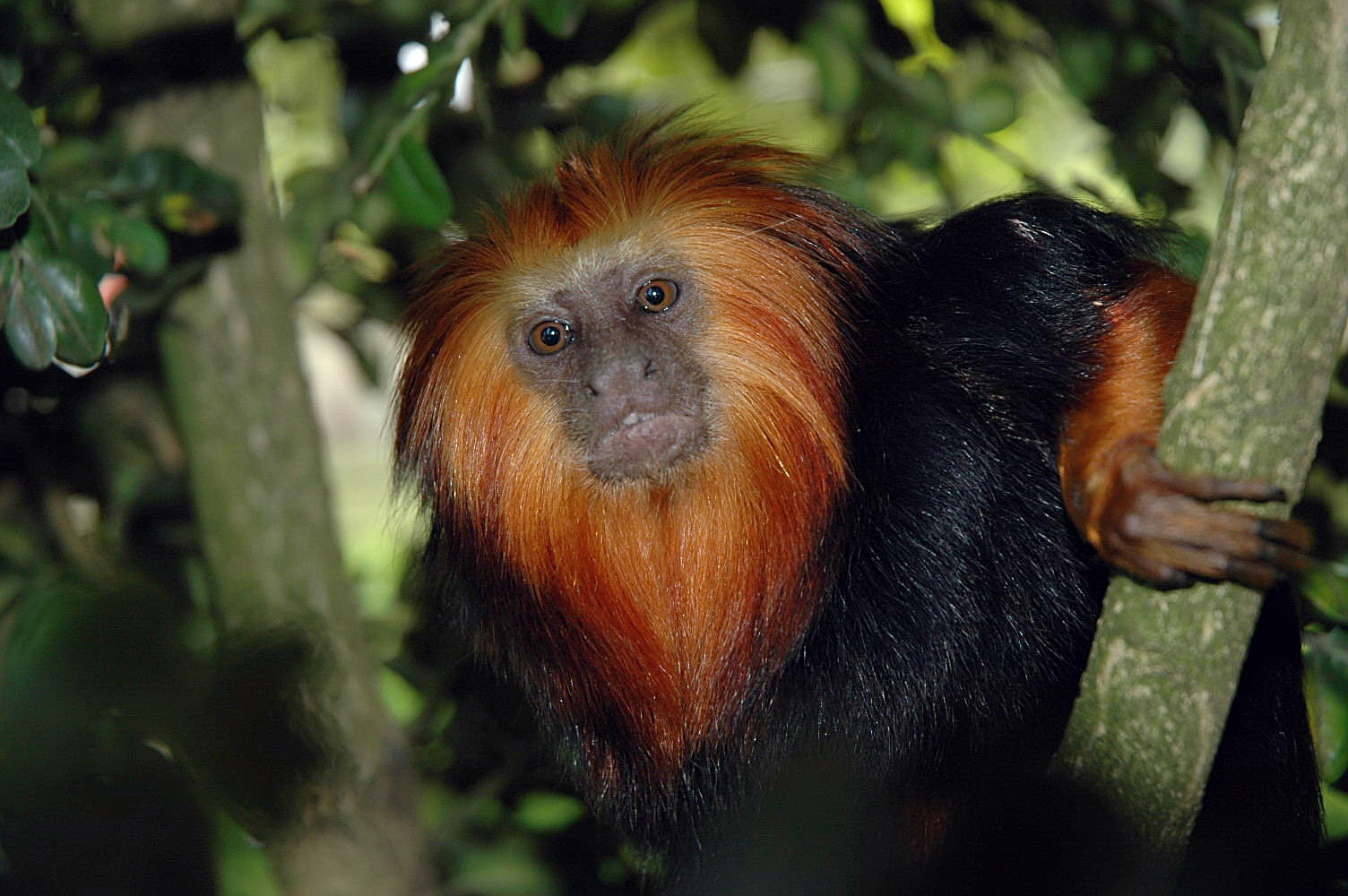
Leontopithecus chrysomelas
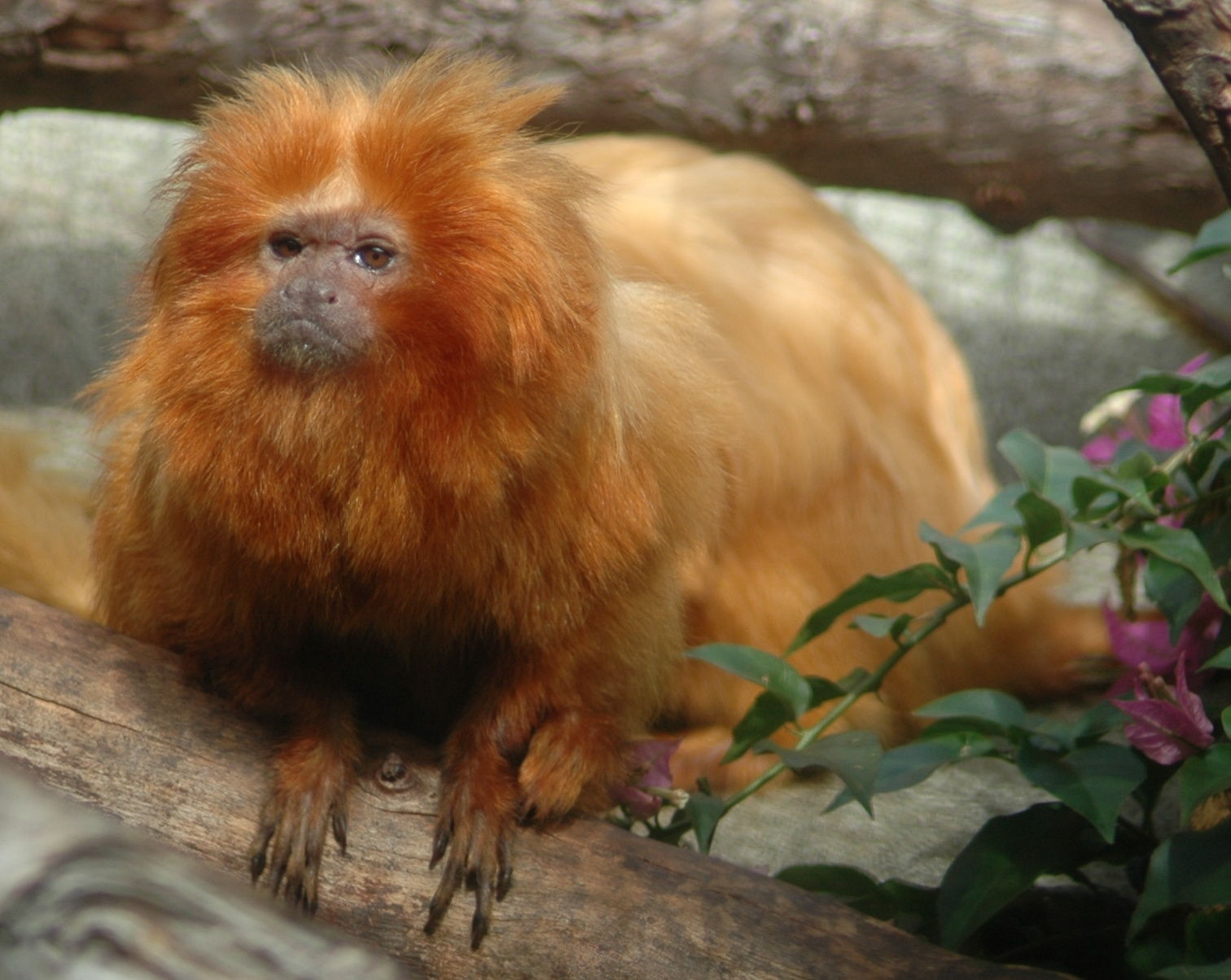
Leontopithecus rosalia
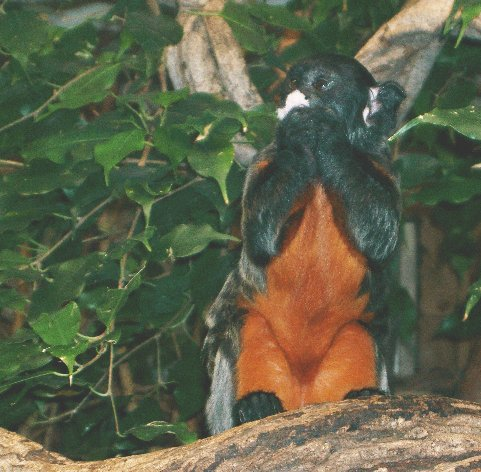
Saguinus labiatus
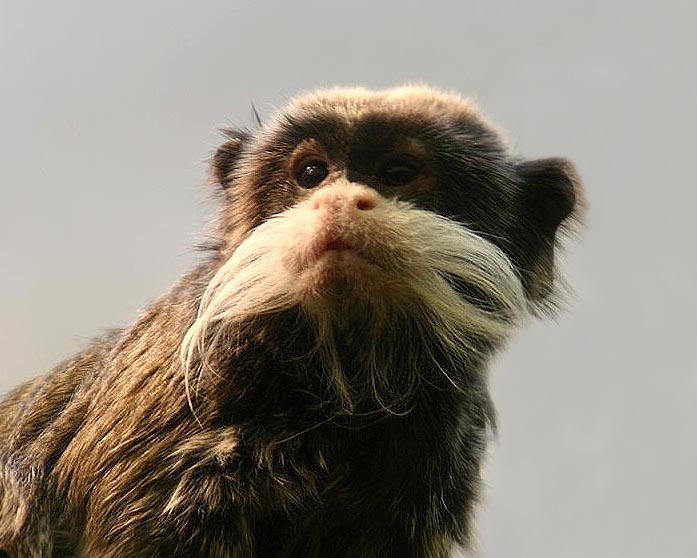
Saguinus imperator

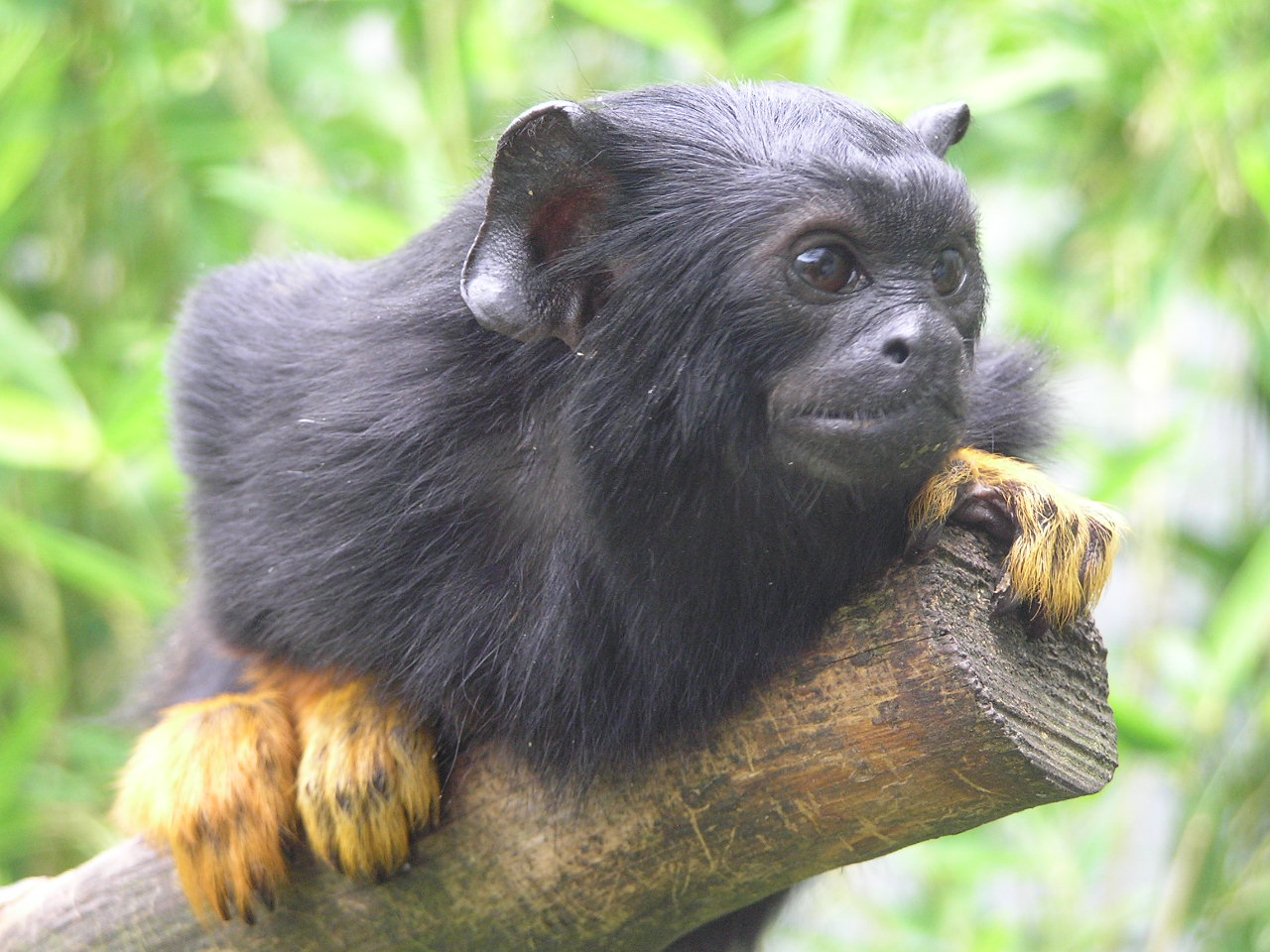
Saguinus midas
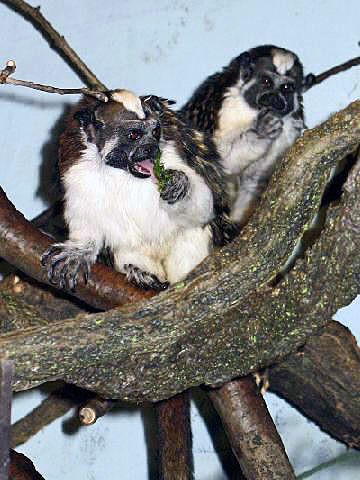
Saguinus geoffroyi
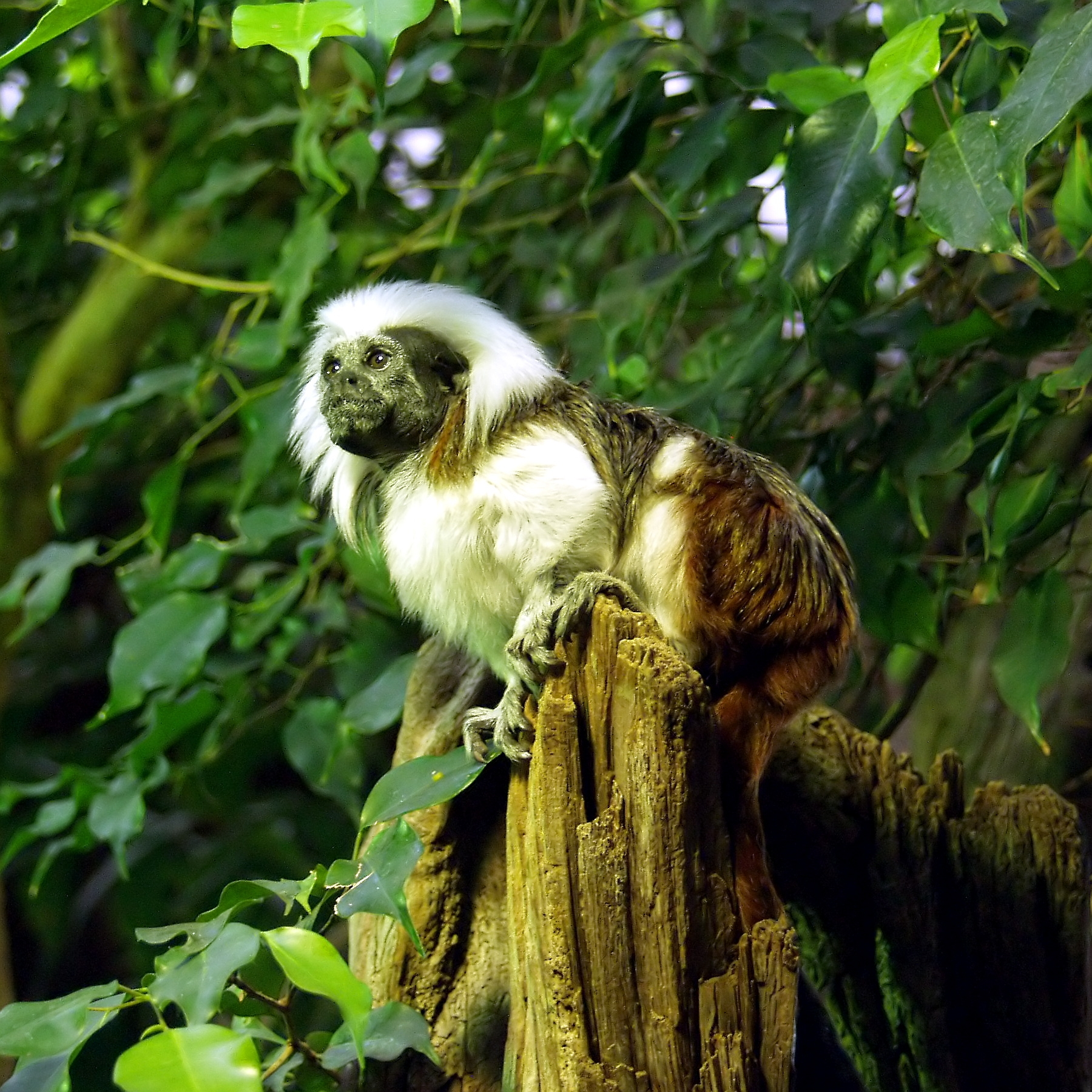
Saguinus oedipus
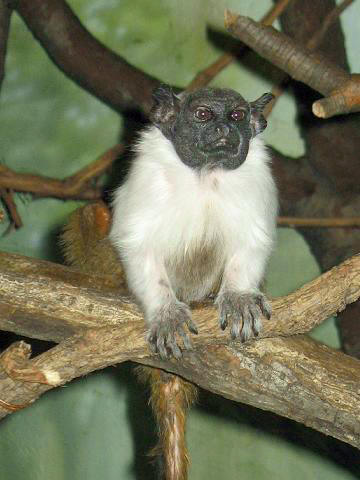
Saguinus bicolor
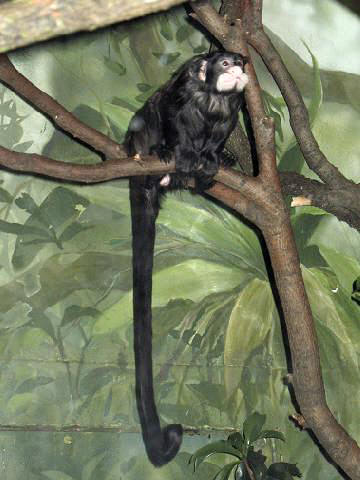
Saguinus mystax
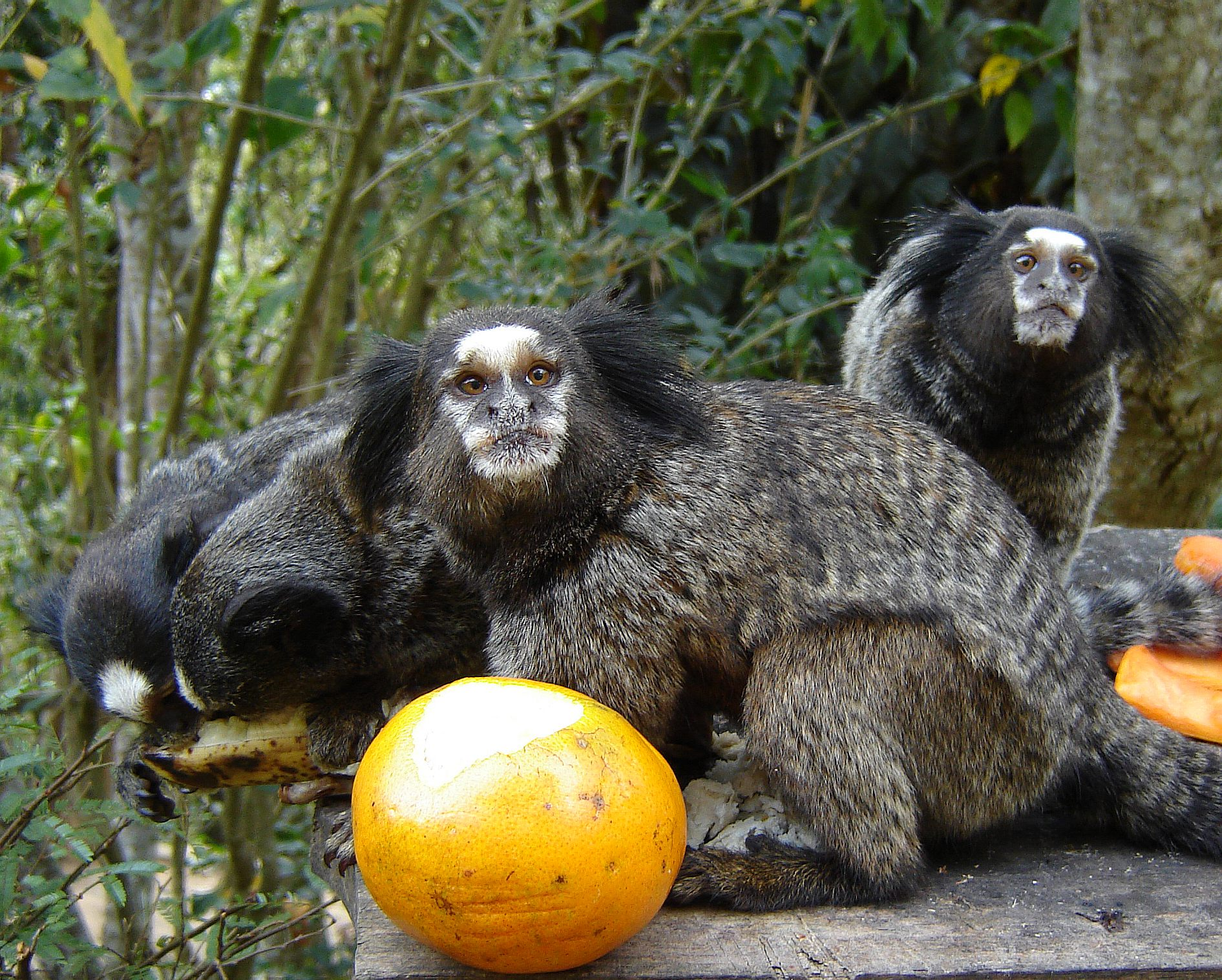
Callithrix penicillata